# Lengua de señas costarricense
La lengua de señas costarricense (LESCO) es una macrolengua conformada por dos variedades lingüísticas utilizadas por las personas sordas y sus familias en Costa Rica. Estas variedades, conocidas como "Original LESCO" (antigua lengua de señas costarricense) y "NLESCO" (nueva o moderna lengua de señas costarricense), conforman el sistema de comunicación gestual empleado por la comunidad sorda en el país.

## Características
Es posible que la LESCO se encuentre emparentada con la lengua de señas de Providencia.
El lingüista norteamericano James Woodward llevó a cabo un estudio lexicográfico en 1992, el cual surgió de sus observaciones durante una visita a Costa Rica en 1990. Woodward identificó similitudes entre ciertas formas léxicas de la Lengua de Señas Norteamericana (LSN) y la lengua de señas utilizada por los jóvenes sordos en Costa Rica. 
Desde esta perspectiva, Woodward sugirió la existencia de dos variedades lingüísticas en la Lengua de Señas Costarricense (LESCO), a las que denominó en inglés como "Original LESCO" (antigua lengua de señas costarricense) y "NLESCO" (nueva o moderna lengua de señas costarricense). La denominación "LESCO" es comúnmente utilizada por la mayoría de la población sorda para referirse a la lengua de señas actual. 
Woodward observó que ambas formas son utilizadas principalmente por personas sordas del área metropolitana, pero con diferencias generacionales significativas. La antigua lengua de señas costarricense es predominante entre sordos que tenían más de treinta años en la década de los noventa, mientras que la lengua de señas actual es utilizada por los menores de treinta años. 
El estudio reveló que la nueva lengua de señas costarricense (NLESCO) es distintiva de sus progenitoras y tiene una relación histórica más estrecha con la LSN que con la OLESCO. Woodward también señaló que una parte significativa del vocabulario básico de la NLESCO proviene tanto de la OLESCO como de la LSN, y que aproximadamente el 20.4% de este vocabulario no parece tener origen en ninguna de las dos lenguas mencionadas, lo que sugiere la posibilidad de influencias adicionales o procesos de creación léxica no investigados. 

## Uso
Para el 2022, alrededor de 70 mil personas utilizaban alguna forma de LESCO.
La LESCO es utilizada principalmente por los señantes más jóvenes, es decir, aquellos nacidos después de 1952.
Existe una asociación nacional (Asociación Nacional de Sordos de Costa Rica, ANASCOR) que trabaja para promover los derechos de las personas sordas mediante el reconocimiento y el uso de la LESCO, promoviendo así el derecho de acceso a la comunicación y de la información, la educación, las actividades culturales y los ocios diversos de los sordos.